# Waża Zarandia
Waża Zarandia (ur. 1932) – abchaski polityk; pierwszy premier nieuznawanej na arenie międzynarodowej (niepodległość uznana jedynie przez Rosję i Nikaraguę), ale faktycznie niepodległej Abchazji (wchodzącej de jure w skład Gruzji) od 5 maja 1992 do 12 grudnia 1993. Bezpartyjny.